# Romain Icard
Pour les articles homonymes, voir Icard.
Romain Icard, né le 11 avril 1974 à Paris, est un journaliste, documentariste et réalisateur de documentaires  pour la télévision. 

## Biographie
Après avoir débuté par des enquêtes sensibles pour la télévision, notamment dans des magazines tels que "Pièces à convictions" (France 3), "90 minutes" (Canal+) et "Spécial Investigation" (Canal+) pendant plusieurs années, Romain Icard s'est orienté vers le documentaire historique. Il a notamment réalisé Shoah par balles : l'histoire oubliée, un documentaire de 90 minutes diffusé sur France 3 en 2007. Il a depuis réalisé notamment avec Emmanuel Amara l'enquête Uranium, le scandale de la France contaminée, en 2009, présentée en compétition officielle au FIGRA de 2010, puis Les enfants du Goulag, diffusé sur France 3 en 2011.
En 2016, il réalisé "Nos bébés ont une histoire", un docu-fiction de 90 minutes, diffusé sur France 2. Ce film raconte le parcours de futurs parents apprenant que l'enfant qu'ils attendent est atteint d'une malformation in utéro. En décrivant leur parcours médical, ce sont les progrès de la médecine fœtale qui sont relatés. 
Par ailleurs, il a écrit quelques livres d'investigation, dont "AZF, Suzy contre mon gros Loup" aux Editions Privé groupe terroriste AZF, ou sur les confréries sectaires en France aux Éditions Fayard.
Il est membre entre 2013 et 2017 de la Commission audiovisuelle de la SCAM.

## Filmographie
- 2022 : Corée du Nord, la dynastie nucléaire, 88 minutes.
- 2021: Robert Badinter, la vie avant tout, 98 minutes
- 2019 : Nous, Français Musulmans, 2 x 52 minutes

- 2019 : La France de l'entre-deux guerres, 2 x 52 minutes
- 2016 : États-Unis : le nouvel apartheid, 52 minutes
- 2016 : Nos bébés ont une histoire, 90 minutes
- 2015 : Médicaments sous influence, 75 minutes
- 2014 : Lettres de guerre, 52 minutes
- 2014 : Izieu, des enfants dans la Shoah, 55 minutes
- 2013 : Coca-Cola & la formule secrète, 65 minutes
- 2013 : Lebensborn : les pouponnières du IIIe Reich, 52 minutes
- 2011 : Les Enfants du Goulag, 52 minutes
- 2011 : Pédophilie, les silences de l'Église, 50 minutes
- 2011 : Algérie : qui a tué les moines français ? , 54 minutes
- 2009 : Uranium, le scandale de la France contaminée, 90 minutes
- 2008 : Shoah par balles : l'histoire oubliée, 85 minutes
- 2007 : La Pyramide et sa Muse, 45 minutes
- 2006 : L'Eau, le grand gaspillage, 52 minutes
- 2006 : Mèches d'or, 52 minutes

## Distinctions

### Récompenses
- 2005 : Prix de la Meilleure investigation FIGRA
- 2008, 2009, 2011 : Étoile de la SCAM
- 2010 : Prix spécial du Jury FIGRA
- 2010 : Mention spéciale au Festival international du film policier de Liège pour Algérie : qui a tué les moines français ?

### Nominations
- 2004, 2008, 2011 : Sélection au Prix Albert-Londres